# Javier Casal
Javier Casal Ferreira (Marín, 2 de octubre de 1973) es un periodista español. Trabaja para la Cadena SER y en la actualidad dirige y presenta el informativo Hora 14. 

## Biografía
Licenciado en Ciencias de la Información por la Universidad Complutense de Madrid, su vida profesional siempre ha estado ligada a la Cadena SER. En 1991 comenzó a trabajar en  Radio Pontevedra y después en Diario de Pontevedra. En 1997 se incorporó a la redacción central de los Servicios Informativos de la Cadena SER en Radio Madrid, formó parte de la redacción de Hora 25, dirigió y presentó Matinal SER y durante ocho temporadas fue redactor jefe de la edición Fin de Semana de los Servicios Informativos, dirigiendo y presentando los informativos Hora 14 Fin de Semana y Hora 25 Fin de Semana. Desde diciembre de 2005 a diciembre de 2007 fue director y presentador del informativo Hora 20.
Desde septiembre de 2005 hasta abril de 2010 fue subdirector del informativo Hora 25, primero bajo la dirección de Carlos Llamas y después con Àngels Barceló, siendo el conductor sustituto durante los períodos vacacionales. Ha cubierto distintos acontecimientos nacionales e internacionales. El naufragio del Prestige, las elecciones americanas de 2004, la muerte de Juan Pablo II y estuvo al frente de los informativos de la SER durante el fin de semana posterior al 11-M. 
Ha ocupado el puesto de Editor Jefe de CadenaSER.com, impulsando el proyecto de integración de las redacciones analógica y digital. Durante esa etapa puso en marcha las primeras webs locales en Madrid, Barcelona, Sevilla y Bilbao y realizó la formación de las redacciones.
Desde junio de 2011 hasta septiembre de 2022 ocupó la jefatura de contenidos regionales de la Cadena SER en Madrid. 
Ha sido profesor de Periodismo Radiofónico y Tratamiento de la Información en Radio en la Facultad de Periodismo de la Universidad Carlos III de Madrid e impartó clases de radio en la Escuela de Periodismo de El País.En la actualidad es profesor en el Máster de Radio, Audio Digital y Pódcast de la Universidad Nebrija. 
En 2014 fue galardonado con la Antena de Plata por el programa 'La Ventana de Madrid'.